# Ryoji Ujihara
Ryoji Ujihara (født 10. maj 1981) er en tidligere japansk fodboldspiller.
Han har spillet for flere forskellige klubber i sin karriere, herunder Nagoya Grampus Eight og Thespa Kusatsu.